# يورك (كارولاينا الجنوبية)
يورك (بالإنجليزية: York, South Carolina)‏ هي مدينة تقع في الولايات المتحدة في مقاطعة يورك (كارولاينا الجنوبية). يقدر عدد سكانها بـ 7,736 نسمة ومساحتها 20.6 كم2 وترتفع عن سطح البحر 232 متر.

## التركيبة السكانية
حدّد مكتب تعداد الولايات المتحدة بيانات التركيبة السكانية ليورك في تعداد الولايات المتحدة. في ما يلي، التركيبة السكانية حسب تعدادي 2000 و2010.

### تعداد عام 2000
بلغ عدد سكان يورك 6,985 نسمة بحسب تعداد عام 2000، وبلغ عدد الأسر 2,536 أسرة وعدد العائلات 1,788 عائلة مقيمة في المدينة. في حين سجلت الكثافة السكانية 313.7 نسمة لكل كيلومتر مربع (812.5/ميل2). وبلغ عدد الوحدات السكنية 2,766 وحدة بمتوسط كثافة قدره 124.2 لكل كيلومتر مربع (321.7/ميل2).
وتوزع التركيب العرقي للمدينة بنسبة 54.43% من البيض و40.31% من الأمريكيين الأفارقة و0.59% من الأمريكيين الأصليين و0.42% من الأمريكيين ذوي الأصول الآسيوية و3.65% من الأعراق الأخرى و0.60% من عرقين مختلطين أو أكثر و5.01% من الهسبانيون أو اللاتينيون من أي عرق.
بلغ عدد الأسر 2,536 أسرة كانت نسبة 40% منها لديها أطفال تحت سن الثامنة عشر تعيش معهم، وبلغت نسبة الأزواج القاطنين مع بعضهم البعض 39.9% من أصل المجموع الكلي للأسر، ونسبة 25.2% من الأسر كان لديها معيلات من الإناث دون وجود شريك، بينما كانت نسبة 5.4% من الأسر لديها معيلون من الذكور دون وجود شريكة وكانت نسبة 29.5% من غير العائلات. تألفت نسبة 25.3% من أصل جميع الأسر من عدة أفراد يعيشون في نفس المنزل ونسبة 11.2% كانت تتألف من شخص يعيش بمفرده يبلغ من العمر 65 عاماً أو أكثر. وبلغ متوسط حجم الأسرة المعيشية 2.65، أما متوسط حجم العائلات فبلغ 3.13.
بلغ العمر الوسطي للسكان 34.2 عاماً. وكانت نسبة 27.5% من القاطنين تحت سن الثامنة عشر، وكانت نسبة 8.9% بين الثامنة عشر والرابعة والعشرين عاماً، ونسبة 28.3% كانت واقعةً في الفئة العمرية ما بين الخامسة والعشرين والرابعة والأربعين عاماً، ونسبة 19.2% كانت ما بين الخامسة والأربعين والرابعة والستين، ونسبة 12.3% كانت ضمن فئة الخامسة والستين عاماً فما فوق. يوجد لكل 100 أنثى 87.2 ذكر، ويوجد لكل 100 أنثى في الثامنة عشر من عمرها فما فوق 81.9 ذكر.
بلغ متوسط دخل الأسرة في المدينة 30,564 دولارًا، أما متوسط دخل العائلة فبلغ 34,253 دولارًا. وكان متوسط دخل الذكور 31,646 دولارًا مقابل 20,290 دولارًا للإناث. وسجل دخل الفرد الخاص بالمدينة 14,218 دولارًا. وكانت نسبة 17.2% من العائلات ونسبة 17% من السكان تحت خط الفقر، وكان من هؤلاء نسبة 23.6% تحت سن الثامنة عشر ونسبة 13.5% في الخامسة والستين من العمر وما فوق.

### تعداد عام 2010
بلغ عدد سكان يورك 7,736 نسمة بحسب تعداد عام 2010، وبلغ عدد الأسر 2,925 أسرة وعدد العائلات 1,974 عائلة مقيمة في المدينة. في حين سجلت الكثافة السكانية 347.4 نسمة لكل كيلومتر مربع (899.8/ميل2). وبلغ عدد الوحدات السكنية 3,322 وحدة بمتوسط كثافة قدره 149.2 لكل كيلومتر مربع (386.4/ميل2).
وتوزع التركيب العرقي للمدينة بنسبة 54.45% من البيض و38.37% من الأمريكيين الأفارقة و0.76% من الأمريكيين الأصليين و0.57% من الأمريكيين ذوي الأصول الآسيوية و0.01% من سكان جزر المحيط الهادئ و3.71% من الأعراق الأخرى و2.13% من عرقين مختلطين أو أكثر و7.28% من الهسبانيون أو اللاتينيون من أي عرق.
بلغ عدد الأسر 2,925 أسرة كانت نسبة 38.4% منها لديها أطفال تحت سن الثامنة عشر تعيش معهم، وبلغت نسبة الأزواج القاطنين مع بعضهم البعض 35% من أصل المجموع الكلي للأسر، ونسبة 25.8% من الأسر كان لديها معيلات من الإناث دون وجود شريك، بينما كانت نسبة 6.6% من الأسر لديها معيلون من الذكور دون وجود شريكة وكانت نسبة 32.5% من غير العائلات. تألفت نسبة 28% من أصل جميع الأسر من عدة أفراد يعيشون في نفس المنزل ونسبة 10.6% كانت تتألف من شخص يعيش بمفرده يبلغ من العمر 65 عاماً أو أكثر. وبلغ متوسط حجم الأسرة المعيشية 2.57، أما متوسط حجم العائلات فبلغ 3.11.
بلغ العمر الوسطي للسكان 34.6 عاماً. وكانت نسبة 27.5% من القاطنين تحت سن الثامنة عشر، وكانت نسبة 8.8% بين الثامنة عشر والرابعة والعشرين عاماً، ونسبة 26.4% كانت واقعةً في الفئة العمرية ما بين الخامسة والعشرين والرابعة والأربعين عاماً، ونسبة 23% كانت ما بين الخامسة والأربعين والرابعة والستين، ونسبة 14.3% كانت ضمن فئة الخامسة والستين عاماً فما فوق. وتوزع التركيب الجنسي للسكان بنسبة 46.2% ذكور و53.8% إناث.

## أعلام
- الكسندر إس. والاس
- روفوس إس. براتون
- جورج واشنطن وليامز